# Чёрный четверг (1951)
Чёрный четверг — воздушный бой во время Корейской войны, в котором ВВС США потеряли более 10 бомбардировщиков B-29, сбитых или подбитых советскими истребителями МиГ-15.

## Боевые задачи ВВС США
12 апреля 1951 года крупная группировка американских ВВС вылетела на боевое задание. Их целью было уничтожение стратегически важного железнодорожного моста через реку Ялуцзян, по которому осуществлялось снабжение северокорейской армии со стороны Китая.
Основу группировки составляли 48 бомбардировщиков B-29 «Superfortress», которых сопровождали полторы сотни истребителей F-80 и F-84.

## Боевые действия ВВС СССР

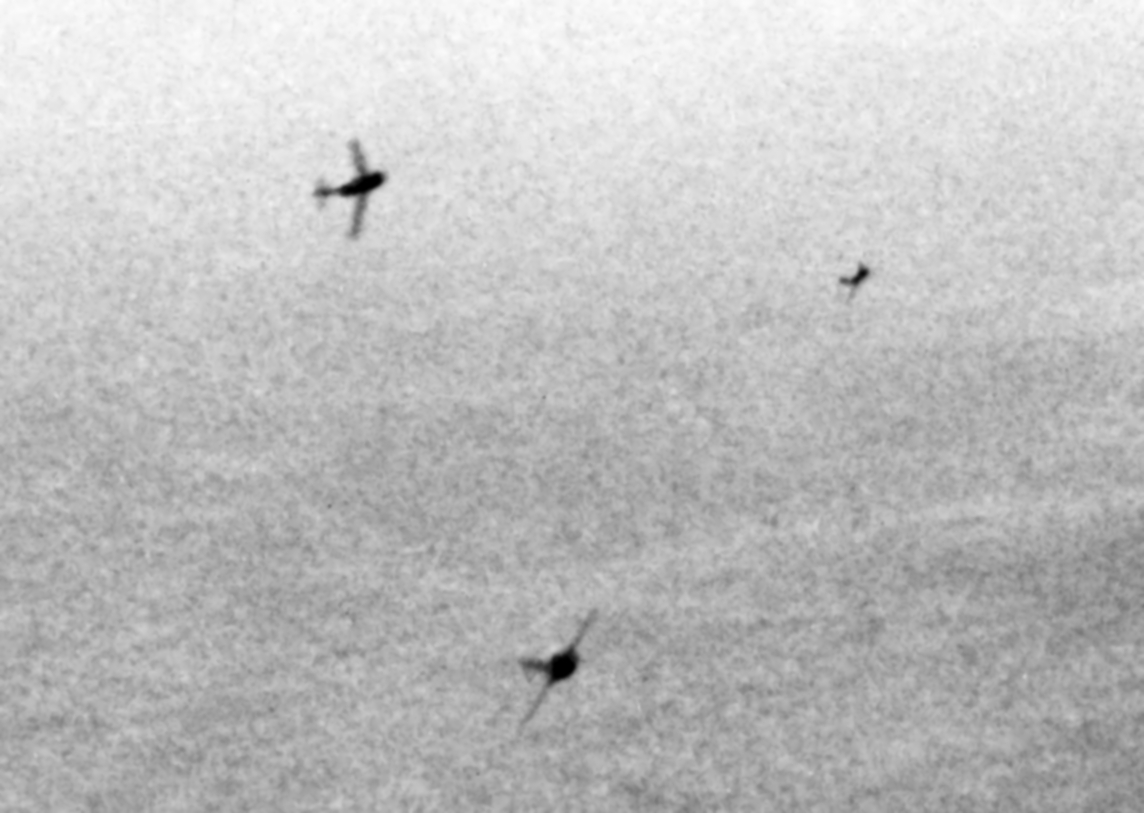
Советские МиГ-15 атакуют американские стратегические бомбардировщики B-29, 1951 год.

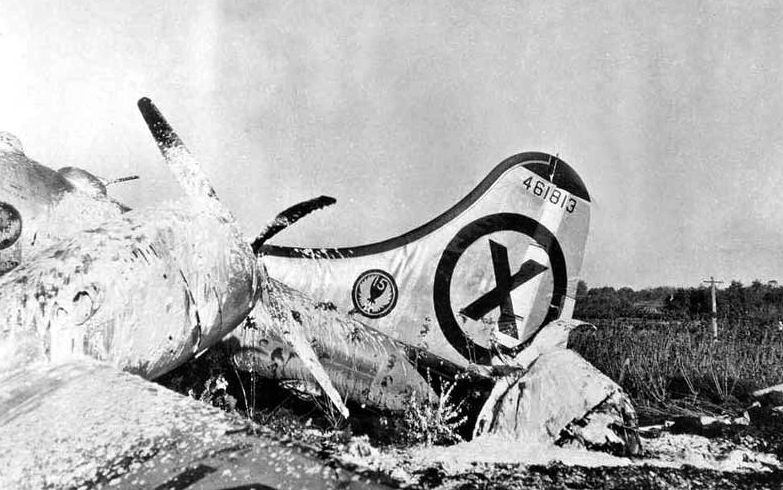
Обломки американского стратегического бомбардировщика B-29, 1950 год (не связаны с боем 12 апреля 1951)

Около 40 советских самолётов МиГ-15 из состава 324-й истребительной авиационной дивизии под командованием Ивана Кожедуба, были подняты по тревоге и устремились навстречу американской группировке. Они атаковали противника сверху и в пикировании расстреляли американские B-29.
Менее чем за 20 минут боя было уничтожено 12 американских бомбардировщиков и 5 истребителей (версия издания «Российская газета»); по другим версиям, было сбито 10 бомбардировщиков (официальные данные советской стороны) или только 6 (данные российских исследователей Л.Крылова и Ю.Тепсуркаева).
По версии Антона Валагина, в результате сражения порядка 100 американских летчиков, выпрыгнувших с парашютом из гибнущих самолётов, попали в плен к северокорейцам. По версии командира советской авиадивизии Ивана Кожедуба, северокорейцы сообщили о взятии в плен экипажей трёх B-29 (экипаж B-29 насчитывал 11 человек).
Среди советских истребителей во время этого сражения потерь не было.

## Последствия
Командующий Дальневосточными ВВС США генерал Дж. Стрэйтмейер 12 апреля 1951 года сделал в своём дневнике следующую запись:

41 B-29 и один B-29 с «Тарзоном» атаковали корейскую часть железнодорожного моста Синыйджу-Аньдун. Похоже, мы не смогли уничтожить мост. Итог: 8 МиГов уничтожено, 7 предположительно уничтожено и 11 повреждено; в сумме — 25 МиГов.
Наши потери: 3 B-29 потеряны; 3 B-29 получили значительные боевые повреждения и другие B-29 повреждены из-за зенитного огня и истребителей.

Одним из важных последствий «чёрного четверга» стал отказ американцев от массированных бомбардировочных налетов на три месяца. Это время понадобилось, чтобы обеспечить достаточное прикрытие бомбардировщиков истребителями F-86 Sabre. После этого бомбардировочные налеты возобновились: так, в июле 1952 года 63 бомбардировщика разрушили большую часть завода в Янгси, и в том же месяце бомбардировщики B-29 начали наносить самые массированные удары по северокорейской столице Пхеньяну с начала войны.

## Награды
Гвардии капитану Сергею Макаровичу Крамаренко за один сбитый в этом бою истребитель Указом Президиума Верховного Совета СССР от 10 октября 1951 года было присвоено звание Героя Советского Союза с вручением ордена Ленина и медали «Золотая Звезда».